# Kirsztajnów
Kirsztajnów [kirʂˈtai̯nuf] est un village polonais, situé dans la gmina de Kampinos, dans la Powiat de Varsovie-ouest et la voïvodie de Mazovie dans le centre-est de la Pologne.
Il se situe à environ 10 kilomètres à l'ouest de Kampinos, 34 kilomètres à l'ouest d'Ożarów Mazowiecki et à 47 kilomètres à l'ouest de Varsovie.
Le village a une population de 21 habitants en 2000.